# Leptanilla bifurcata
Leptanilla bifurcata är en myrart som beskrevs av Kugler 1987. Leptanilla bifurcata ingår i släktet Leptanilla och familjen myror. Inga underarter finns listade i Catalogue of Life.